# Vitorino Antunes
Vitorino Gabriel Pacheco Antunes (Freamunde, 1 de abril de 1987) é um futebolista português que atua como lateral-esquerdo. Atualmente, joga pelo Futebol Clube Paços de Ferreira.

## Carreira

### Roma
Estreou-se pela Roma em 12 de dezembro de 2007, contra o Manchester United, pela Liga dos Campeões.

### Getafe
Em 2017, chegou por empréstimo ao Getafe. E em 2018, se transferiu em definitivo.

### Sporting
Em 2020 rumou ao Sporting, onde conquistou um Campeonato Português e uma Taça da Liga. Rescindiu com o clube de Alvalade em julho de 2021.

## Seleção
Representou a seleção nacional várias vezes, foi convocado na primeira equipa sub-23, em Outubro de 2009.

## Títulos
Roma
- Coppa Italia: 2007–08

Dínamo Kiev
- Campeonato Ucraniano 2014–15
- Copa da Ucrânia 2014–15

Sporting
- Taça da Liga: 2020–21
- Campeonato Português: 2020–21